# Justin England
Justin England (* 17. Juli 1978 in San Anselmo) ist ein ehemaliger US-amerikanischer Straßenradrennfahrer.
Justin England begann seine Karriere 2004 bei dem Webcor Cycling Team. In seinem ersten Jahr dort gewann er den Nevada City Classic, eine Etappe bei der Tour de Nez, den Mout Washington Hillclimb und den Mount Tamalpais Hill Climb. 2005 wechselte er zu Health Net-Maxxis, wo er das Donaldson Center Road Race und eine Etappe beim Mount Hood Classic gewann. Von 2006 bis 2008 fuhr England für das US-amerikanische Continental Team Toyota-United. In der Saison 2008 gewann er erneut den Nevada City Classic und er war beim Mannschaftszeitfahren der Tour of Southland erfolgreich.